# Scott L. Klug

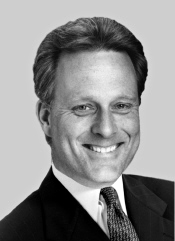
Scott Klug

Scott L. Klug (* 16. Januar 1953 in Milwaukee, Wisconsin) ist ein US-amerikanischer Politiker. Zwischen 1991 und 1999 vertrat er den Bundesstaat Wisconsin im US-Repräsentantenhaus.

## Werdegang
Scott Klug besuchte in seiner Jugend private Schulen und danach bis 1975 die Lawrence University in Appleton. Im Anschluss studierte er bis 1976 an der Northwestern University in Evanston (Illinois) sowie bis 1990 an der University of Wisconsin–Madison. Zwischenzeitlich war er in Seattle (Washington) im Fernsehgeschäft. Dort arbeitete er unter anderem als TV-Reporter. Scott wurde auch Vizepräsident einer Investitionsfirma und war Zeitungsverleger.
Politisch schloss sich Klug der Republikanischen Partei an. Bei den Kongresswahlen des Jahres 1990 wurde er im zweiten Wahlbezirk von Wisconsin in das US-Repräsentantenhaus in Washington, D.C. gewählt, wo er am 3. Januar 1991 die Nachfolge des langjährigen Abgeordneten Robert Kastenmeier antrat, den er bei der Wahl geschlagen hatte. Nach drei Wiederwahlen konnte er bis zum 3. Januar 1999 vier Legislaturperioden im Kongress absolvieren. Dort war er zeitweise Mitglied im Energie- und Handelsausschuss. Im Jahr 1998 verzichtete er auf eine weitere Kandidatur.
Bis 2007 war Klug Vorstandsvorsitzender der in Black Earth ansässigen Trails Media Group, die dann verkauft wurde. Im Vorfeld der Präsidentschaftswahl 2008 wurde bekannt, dass er gemeinsam mit Ex-US-Senator Bob Kasten den Wahlkampf von Rudy Giuliani in Wisconsin leiten sollte. Allerdings trat Giuliani nach seiner Niederlage in Florida bereits gar nicht mehr bei den Vorwahlen in Wisconsin an.
Scott Klug ist verheiratet und hat drei Söhne. 